# Clinocottus
Clinocottus – rodzaj ryb skorpenokształtnych z rodziny głowaczowatych (Cottidae).

## Klasyfikacja
Gatunki zaliczane do tego rodzaju:
- Clinocottus acuticeps
- Clinocottus analis
- Clinocottus embryum
- Clinocottus globiceps
- Clinocottus recalvus